# Rhus anchietae
Rhus anchietae là một loài thực vật có hoa trong họ Đào lộn hột. Loài này được Ficalho & Hiern miêu tả khoa học đầu tiên năm 1896.